# ابرادینو
ابرادینو (به لاتین: Abradinou) در ساحل عاج است که در moyen-comoé واقع شده‌است.